# Gladiolus floribundus
Gladiolus floribundus är en irisväxtart som beskrevs av Nikolaus Joseph von Jacquin. Gladiolus floribundus ingår i släktet sabelliljor, och familjen irisväxter. Inga underarter finns listade i Catalogue of Life.

## Bildgalleri

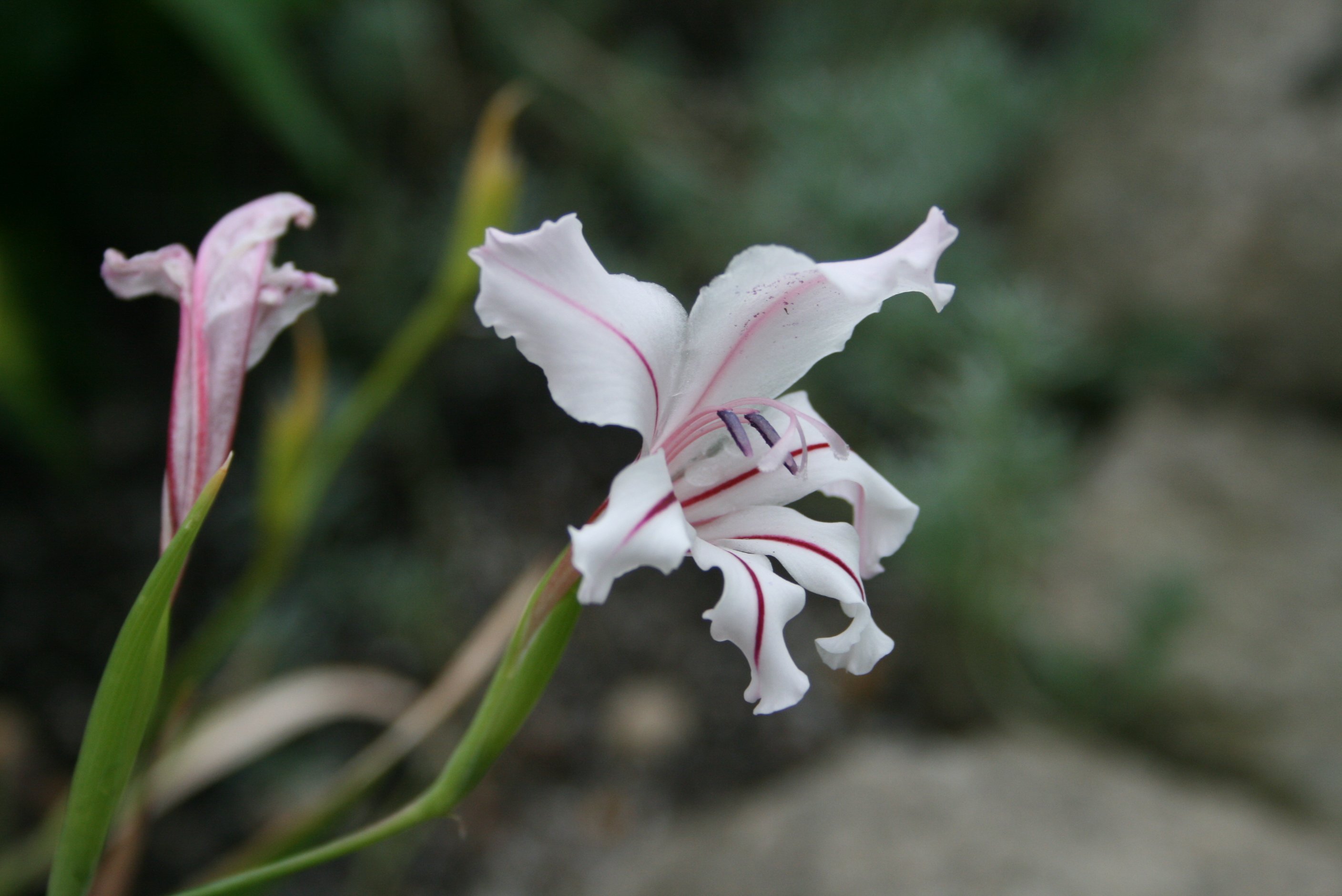